# Ammotheidae
Ammotheidae Dohrn, 1881 è una famiglia di artropodi marini appartenenti all'ordine Pantopoda.

## Alimentazione
Sono onnivori.

## Tassonomia
- AcheliaHodge, 1864
- AchelianaArnaud, 1971
- AmmotheaLeach, 1814
- AmmothellaVerrill, 1900
- AustroraptusHodgson, 1907
- CilunculusLoman, 1908
- DromedopycnonChild, 1982
- ElassorhisChild, 1982
- HedgpethiusChild, 1974
- HemichelaStock, 1954
- MegarhethusChild, 1982
- NymphopsisHaswell, 1885
- OorhynchusHoek, 1881
- ParanymphonCaullery, 1896
- ProboehmiaStock, 1991
- PrototrygaeusStock, 1975
- ScipiolusLoman, 1908
- SericosuraFry & Hedgpeth, 1969
- TanystylumMiers, 1879
- TrygaeusDohrn, 1881